# Список президентів Іспанії
Президент Республіки (ісп. Presidente de la República) — титул глави держави часів Другої Іспанської республіки (1931—1939). Посаду було створено за моделлю Веймарської республіки, як компроміс між французькою й американською президентськими системами.
Окрім того, титул президента існував в Іспанії також у період міжцарства (від зречення королеви Ізабелли II до воцаріння короля Амадея I), а також за часів Першої Іспанської республіки.

## Революційний уряд (1868—1871)
Тимчасовий президент керував Іспанією та її колоніями від моменту зречення престолу королевою Ізабеллою II до обрання новим королем Амадея.
| Портрет                                 | Ім'я                         | Початок повноважень                         | Кінець повноважень |
| --------------------------------------- | ---------------------------- | ------------------------------------------- | ------------------ |
|                                         | Франсіско Серрано-і-Домінгес | (Президент тимчасового уряду) 8 жовтня 1868 | 25 лютого 1869     |
| Голова виконавчої влади) 25 лютого 1869 | Франсіско Серрано-і-Домінгес | 18 червня 1869                              |                    |

## Перша республіка (1873—1874)
| Портрет | Ім'я                         | Початок повноважень | Кінець повноважень |
| ------- | ---------------------------- | ------------------- | ------------------ |
|         | Естаніслао Фіґерас           | 12 лютого 1873      | 11 червня 1873     |
|         | Франсеск Пі-і-Марґаль        | 11 червня 1873      | 18 липня 1873      |
|         | Ніколас Салмерон             | 18 липня 1873       | 7 вересня 1873     |
|         | Еміліо Кастелар              | 7 вересня 1873      | 3 січня 1874       |
|         | Франсіско Серрано-і-Домінгес | 3 січня 1874        | 30 грудня 1874     |

## Друга республіка (1931—1939)
| Портрет | Ім'я                          | Початок повноважень | Кінець повноважень |
| ------- | ----------------------------- | ------------------- | ------------------ |
|         | Алькалья Самора Нісето        | 11 грудня 1931      | 7 квітня 1936      |
|         | Дієго Мартінес Барріо (в. о.) | 7 квітня 1936       | 11 травня 1936     |
|         | Мануель Асанья                | 11 травня 1936      | 1 березня 1939     |
|         | Дієго Мартінес Барріо (в. о.) | 1 березня 1939      | 4 березня 1939     |